# Web of Science
O Web of Science (anteriormente conhecido como Web of Knowledge) é um site que fornece acesso baseado em assinatura a vários bancos de dados que fornecem dados abrangentes de citações para muitas disciplinas acadêmicas diferentes. Foi originalmente produzido pelo Institute for Scientific Information (ISI) e atualmente é mantido pela Clarivate Analytics (anteriormente o negócio de Propriedade Intelectual e Ciência da Thomson Reuters)

## Antecedentes e história
Um índice de citação baseia-se no fato de que as citações científicas servem como elos entre itens de pesquisa semelhantes e levam a literatura científica correspondente ou relacionada, como artigos de periódicos, anais de congressos, resumos etc. Além disso, a literatura que mostra o maior impacto em um campo específico, ou mais de uma disciplina, pode ser facilmente localizada através de um índice de citação. Por exemplo, a influência de um artigo pode ser determinada vinculando-se a todos os artigos que o citaram. Dessa maneira, tendências atuais, padrões e campos emergentes de pesquisa podem ser avaliados. Eugene Garfield, o "pai da indexação de citações da literatura acadêmica" que lançou o Science Citation Index (SCI), que por sua vez levou à Web of Science escreveu:

### Pesquisa e análise
O Web of Science é descrito como uma ferramenta de pesquisa unificadora que permite ao usuário adquirir, analisar e disseminar informações do banco de dados em tempo hábil. Isso é realizado devido à criação de um vocabulário comum, chamado ontologia, para termos de pesquisa variados e dados variados. Além disso, os termos de pesquisa geram informações relacionadas entre categorias.
O conteúdo aceitável do Web of Science é determinado por um processo de avaliação e seleção com base nos seguintes critérios: impacto, influência, pontualidade, revisão por pares e representação geográfica.
O Web of Science emprega vários recursos de pesquisa e análise. Primeiro, a indexação de citações é empregada, o que é aprimorado pela capacidade de procurar resultados em todas as disciplinas. A influência, impacto, histórico e metodologia de uma ideia podem ser seguidos desde a primeira instância, aviso ou referência até os dias atuais. Essa tecnologia aponta para uma deficiência da palavra-chave-único método de pesquisa.
Segundo, tendências e padrões sutis relevantes para a literatura ou pesquisa de interesse se tornam aparentes. As tendências gerais indicam tópicos significativos do dia, bem como a história relevante para o trabalho em questão e para áreas específicas de estudo.
Terceiro, as tendências podem ser representadas graficamente.

## Cobertura
Expandindo a cobertura da Web of Science, em novembro de 2009, a Thomson Reuters introduziu o Century of Social Sciences . Este serviço contém arquivos que rastreiam a pesquisa em ciências sociais desde o início do século XX, e o Web of Science agora possui cobertura de indexação desde o ano de 1900 até o presente. Desde 3 de setembro de 2014, a cobertura multidisciplinar da Web of Science abrange mais de 50.000 livros acadêmicos, 12.000 periódicos e 160.000 anais de conferências. A seleção é feita com base em avaliações de impacto e compreende periódicos de acesso aberto, abrangendo várias disciplinas acadêmicas. A cobertura inclui: ciências, ciências sociais, artes e humanidades e abrange várias disciplinas. No entanto, o Web of Science não indexa todos os periódicos.
Existe uma correlação significativa e positiva entre o fator de impacto e o CiteScore. No entanto, a análise de Elsevier identificou 216 periódicos de 70 publicadores entre os 10% dos periódicos mais citados em sua categoria de assunto, com base no CiteScore, enquanto eles não tinham o fator de impacto. Parece que o Impact Factor não fornece uma cobertura abrangente e imparcial de periódicos de alta qualidade. Resultados semelhantes podem ser observados comparando o fator de impacto com o SCImago Journal Rank.
Além disso, em 3 de setembro de 2014, a contagem total de arquivos da Web of Science era de 90 milhões de registros, incluindo mais de um bilhão de referências citadas. Esse serviço de citação indexa em média cerca de 65 milhões de itens por ano e é descrito como o maior banco de dados de citações acessível.
Os títulos das publicações em idiomas estrangeiros são traduzidos para o inglês e, portanto, não podem ser encontrados nas pesquisas no idioma original.

## Bancos de dados de citações
A Coleção Principal do Web of Science consiste em seis bancos de dados online:
- O Science Citation Index Expanded abrange mais de 8.500 periódicos notáveis, abrangendo 150 disciplinas. A cobertura é do ano de 1900 até os dias atuais.
- O Social Sciences Citation Index abrange mais de 3.000 periódicos em disciplinas de ciências sociais. A faixa de cobertura é do ano de 1900 até os dias atuais.
- O Arts & Humanities Citation Index abrange mais de 1.700 periódicos de artes e humanidades a partir de 1975. Além disso, também são cobertas 250 grandes revistas de ciências científicas e sociais.
- O Emerging Sources Citation Index abrange mais de 5.000 periódicos de ciências, ciências sociais e humanidades.
- O Book Citation Index cobre mais de 60.000 livros selecionados editorialmente a partir de 2005.
- O Conference Proceedings Citation Index abrange mais de 160.000 títulos de conferências nas Ciências, desde 1990 até os dias atuais.

### Bancos de dados regionais
Desde 2008, a Web of Science hospeda vários índices de citações regionais. O Chinese Science Citation Database, produzido em parceria com a Academia Chinesa de Ciências, foi o primeiro em outro idioma que não o inglês. Foi seguido em 2013 pelo SciELO Citation Index, abrangendo Brasil, Espanha, Portugal, Caribe e África do Sul e mais 12 países da América Latina; pelo Korea Citation Index (KCI) em 2014, com atualizações da Fundação Nacional de Pesquisa da Coreia do Sul; e pelo índice Russian Science Citation em 2015.

### Conteúdo
Os sete índices de citações listados acima contêm referências que foram citadas por outros artigos. Pode-se usá-los para realizar a pesquisa de referência citada, ou seja, localizar artigos que citam uma publicação anterior ou atual. Pode-se pesquisar bancos de dados de citações por tópico, autor, título de origem e local. Dois bancos de dados químicos, Index Chemicus e Current Chemical Reactions permitem a criação de desenhos de estrutura, permitindo assim que os usuários localizem compostos e reações químicas.

### Abstração e indexação
Os seguintes tipos de literatura são indexados: livros acadêmicos, revistas revisadas por pares, artigos originais de pesquisa, resenhas, editoriais, cronologias, resumos, entre outros itens. As disciplinas incluídas neste índice são agricultura, ciências biológicas, engenharia, ciências médicas e da vida, ciências físicas e químicas, antropologia, direito, ciências da biblioteca, arquitetura, dança, música, cinema e teatro. Sete bancos de dados de citações englobam a cobertura das disciplinas acima.

## Limitações no uso da análise de citações
Como em outras abordagens científicas, a cientometria e a bibliometria têm suas próprias limitações. Em 2010, uma crítica foi feita, apontando para certas deficiências do processo de cálculo do fator de impacto de periódicos (JIF), com base no Thomson Reuters Web of Science, como: distribuições de citações de periódicos geralmente são altamente inclinadas para periódicos estabelecidos; as propriedades do fator de impacto do periódico são específicas do campo e podem ser facilmente manipuladas pelos editores ou mesmo alterando as políticas editoriais; isso torna todo o processo essencialmente não transparente.
Com relação às métricas mais objetivas do periódico, há uma visão crescente de que, para maior precisão, ela deve ser complementada com métricas no nível do artigo e na revisão por pares. A Thomson Reuters respondeu às críticas em termos gerais, afirmando que "nenhuma métrica pode capturar completamente as complexas contribuições que os acadêmicos fazem em suas disciplinas, e muitas formas de realização acadêmica devem ser consideradas".